# ベナール・セル

重力場におけるベナール・セル

ベナール・セル（Bénard cells）とは、薄い層状の流体を下側から均一に熱したときに生じる、規則的に区切られた細胞（セル）状の対流構造をいう。各セルは渦を形成しているので、ベナール渦ともいう。イリヤ・プリゴジンにより提唱された「散逸構造」のうち最もよく知られた例である。

## 概説
フランスの物理学者アンリ・ベナールの実験（1900年）で発見された。これは上下2枚の平らな板の間に水などの液体を入れ、下から均一に熱するものである。対流に関する本格的な研究はこれによって始まり、その後レイリー男爵ジョン・ウィリアム・ストラットらによりさらに発展した。同じ原理による類似したものは、味噌汁を熱したときや、季節風が一方向に吹いているときの雲の気象衛星画像などに見られる。
下の板の温度を上よりわずかに高くすると、下から上への熱伝導が起こる。温度と圧力に関しては上下方向に勾配ができるが、水平方向には均一である。下の板の温度をさらに上げると、下側の流体の密度が低くなって浮力が生じ、レイリー数が一定の値（限界レイリー数）を超えたところで対流が起こる。それとともに、それまでの微視的で乱雑な分子運動が、自発的に秩序化して巨視的な運動になり、ベナール・セルが形成される。セルが形成される条件は、レイリー数 RaLが1710<RaL<5×104の範囲とされる。ここで代表長さLには上下の板の距離をとる。
さらに水平方向の運動には回転も加わり、渦が生じる（水平方向の対称性が破れる）。ベナール渦は一旦できると安定し、時計回りと反時計回りのものが交互に並ぶ。
ベナール・セルは典型的には正六角柱になるが、条件によっては正四角柱になることもあり、横と縦の比率（アスペクト比）は1対2から1対3になる（ただし上記の雲の例ではさらに細長くなっている）。
セルの配列は非決定論的であり、微視的初期条件によってその後の巨視的状態は大きく異なる。これはカオス理論におけるバタフライ効果の例である。

## 対流の種類
2枚の板を使った場合には、浮力だけが対流の駆動力になる。このタイプの対流はレイリー・ベナール対流という。上の板がなく液体が空気に接している場合は、浮力だけでなく表面張力も影響を与える。上層の温度にゆらぎが現れ、温度が上がった部分は表面張力が下がる。液体は表面張力の低い所から高い所へ流れる（マランゴニ効果）ため、表面にも高温から低温へ水平方向の流れが生じる。従って低温の液体は下へ移動し、これも対流の駆動力となる。これをベナール・マランゴニ対流といい、セルの構造はさらに複雑になる。